# Mistrzostwa Europy w Lekkoatletyce 2018 – bieg na 1500 m kobiet
Bieg na 1500 metrów kobiet – jedna z konkurencji biegowych rozgrywanych podczas lekkoatletycznych mistrzostw Europy na Stadionie Olimpijskim w Berlinie.
Tytułu mistrzowskiego z 2016 nie obroniła Angelika Cichocka.

## Terminarz
| Data        | Godzina |            |
| ----------- | ------- | ---------- |
| 10 sierpnia | 12:00   | Eliminacje |
| 12 sierpnia | 20:00   | Finał      |

## Rekordy
Tabela prezentuje rekord świata, rekord Europy, rekord mistrzostw Europy oraz najlepsze wyniki na listach światowych i europejskich w sezonie 2018 przed rozpoczęciem mistrzostw.
|                          | Zawodniczka       | Wynik   | Miejsce  | Data                  | Źródło |
| ------------------------ | ----------------- | ------- | -------- | --------------------- | ------ |
| Rekord świata            | Genzebe Dibaba    | 3:50,07 | Monako   | 17 lipca 2015(dts)    | [ 1 ]  |
| Rekord Europy            | Tatjana Kazankina | 3:52,47 | Zurych   | 13 sierpnia 1980(dts) | [ 2 ]  |
| Rekord mistrzostw Europy | Tatjana Tomaszowa | 3:56,91 | Göteborg | 13 sierpnia 2006(dts) | [ 3 ]  |
| Listy światowe           | Genzebe Dibaba    | 3:56,68 | Chorzów  | 8 czerwca 2018(dts)   | [ 4 ]  |
| Listy europejskie        | Sifan Hassan      | 3:57,41 | Londyn   | 22 lipca 2018(dts)    | [ 5 ]  |

## Rezultaty

### Eliminacje
Awans: Cztery najlepsze z każdego biegu (Q) oraz cztery z najlepszymi czasami wśród przegranych (q).

Źródło: european-athletics.org.
| Pozycja | Bieg | Zawodniczka         | Państwo         | Czas    | Uwagi |
| ------- | ---- | ------------------- | --------------- | ------- | ----- |
| 1.      | 2    | Sofia Ennaoui       | Polska          | 4:08,60 | Q     |
| 2.      | 2    | Laura Weightman     | Wielka Brytania | 4:08,74 | Q     |
| 3.      | 2    | Marta Pérez         | Hiszpania       | 4:08,85 | Q     |
| 4.      | 2    | Hanna Hermansson    | Szwecja         | 4:08,98 | Q,    |
| 5.      | 2    | Simona Vrzalová     | Czechy          | 4:09,11 | q     |
| 6.      | 1    | Laura Muir          | Wielka Brytania | 4:09,12 | Q     |
| 7.      | 2    | Darja Barysiewicz   | Białoruś        | 4:09,32 | q     |
| 8.      | 1    | Ciara Mageean       | Irlandia        | 4:09,35 | Q     |
| 9.      | 1    | Marta Pen           | Portugalia      | 4:09,40 | Q     |
| 10.     | 2    | Diana Mezuliáníková | Czechy          | 4:09,98 | q     |
| 11.     | 1    | Angelika Cichocka   | Polska          | 4:10,04 | Q,    |
| 12.     | 1    | Esther Guerrero     | Hiszpania       | 4:10,14 | q     |
| 13.     | 1    | Elise Vanderelst    | Belgia          | 4:10,30 |       |
| 14.     | 1    | Kristiina Mäki      | Czechy          | 4:10,35 | SB    |
| 15.     | 1    | Jemma Reekie        | Wielka Brytania | 4:10,35 |       |
| 16.     | 2    | Solange Pereira     | Hiszpania       | 4:10,63 |       |
| 17.     | 1    | Sara Kuivisto       | Finlandia       | 4:11,39 |       |
| 18.     | 2    | Caterina Granz      | Niemcy          | 4:11,46 |       |
| 19.     | 1    | Diana Sujew         | Niemcy          | 4:12,08 |       |
| 20.     | 1    | Anna Silvander      | Szwecja         | 4:12,61 |       |
| 21.     | 2    | Delia Sclabas       | Szwajcaria      | 4:13,47 |       |
| 22.     | 1    | Claudia Bobocea     | Rumunia         | 4:16,20 |       |
| 23.     | 2    | Amela Terzić        | Serbia          | 4:17,22 |       |
| 24.     | 2    | Natalia Ewangelidu  | Cypr            | 4:25,91 |       |

### Finał
Źródło: european-athletics.org.
| Pozycja | Zawodniczka         | Państwo         | Czas    | Uwagi |
| ------- | ------------------- | --------------- | ------- | ----- |
| 01 !    | Laura Muir          | Wielka Brytania | 4:02,32 |       |
| 02 !    | Sofia Ennaoui       | Polska          | 4:03,08 |       |
| 03 !    | Laura Weightman     | Wielka Brytania | 4:03,75 |       |
| 4.      | Ciara Mageean       | Irlandia        | 4:04,63 |       |
| 5.      | Simona Vrzalová     | Czechy          | 4:06,47 |       |
| 6.      | Marta Pen           | Portugalia      | 4:06,54 |       |
| 7.      | Hanna Hermansson    | Szwecja         | 4:07,16 | PB    |
| 8.      | Darja Barysiewicz   | Białoruś        | 4:07,52 |       |
| 9.      | Marta Pérez         | Hiszpania       | 4:07,65 |       |
| 10.     | Diana Mezuliáníková | Czechy          | 4:07,82 |       |
| 11.     | Esther Guerrero     | Hiszpania       | 4:09,88 |       |
| 12.     | Angelika Cichocka   | Polska          | 4:10,93 |       |